# 反唇兰属
反唇兰属（学名：Smithorchis）是兰科下的一个属，为陆生兰。该属仅有反唇兰（Smithorchis calceoliformis）一种，分布于中国云南西北部。